# Красная нить в Ганновере

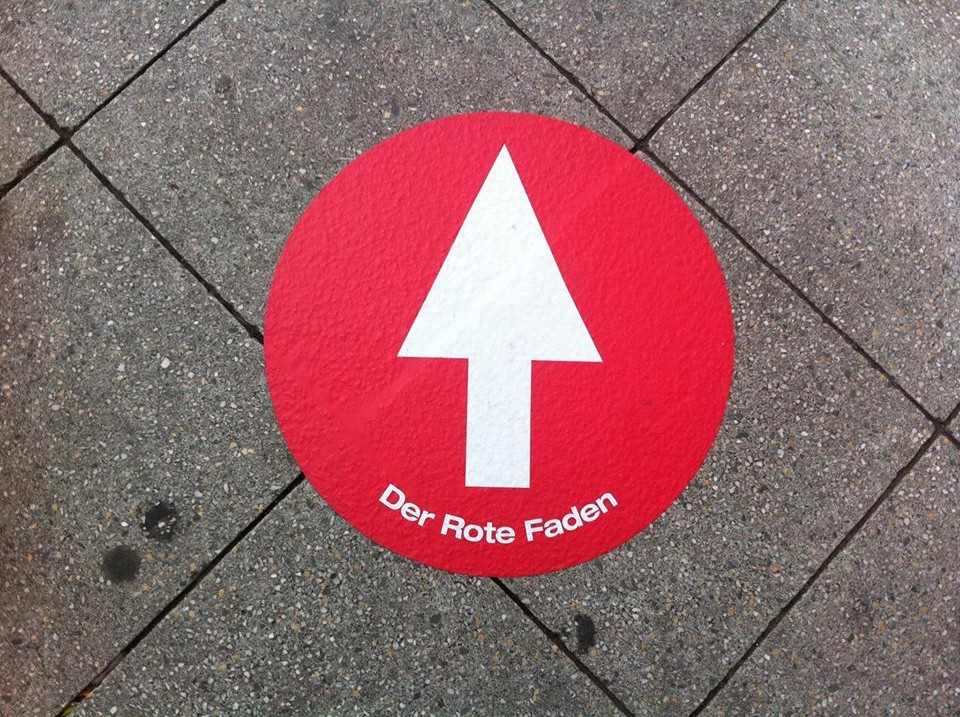
Символ «Красной нити» на тротуаре Ганновера

Красная нить в Ганновере (нем. Roter Faden Hannover) — красная линия, которая проходит в центре немецкого города Ганновера по пешеходному маршруту из 36 главных городских достопримечательностей, протяженностью 4200 метров.

## Список достопримечательностей
1. Начальный пункт маршрута — туристический центр у Главного вокзала Ганновера на площади Эрнста Августа
2. Галерея Луизы (нем. Galerie Luise) на Луизенштрассе, 5
3. Ганноверский оперный театр (нем. Opernhaus) на Опернплац, 1
4. Георгштрассе (нем. Georgstraße)
5. Георгплац (нем. Georgsplatz)
6. Эгидиевы ворота (нем. Aegidientor) средневековые городские ворота на Эгидиенплац
7. Церковь Св. Эгидия (нем. Aegidienkirche), носит имя Святого Эгидия, одного из Четырнадцати святых помощников
8. «Камень семи стражников» (Spartanerstein, Камень спартанцев) — исторический каменный крест в церкви Святого Эгидия
9. Фольксхохшуле и Kubus — Theodor-Lessing-Platz
10. Лучник на площади Трамплац[1] перед Новой ратушей
11. Новая ратуша (нем. Neues Rathaus)
12. Музей Августа Кестнера — Трамплац, 3
13. Гербовый портал (нем. Wappenportal) на здании Городского строительного управления (Städtische Bauverwaltung)
14. Дом Лавеса, (нем. Laveshaus) бывшая резиденция Георга Людвига Фридриха Лавеса (Georg Ludwig Friedrich Laves) — Фридрихсвал, 5
15. Дворец Вангенхайма
16. Колонна Ватерлоо (нем. Waterloosäule) и Городской архив
17. Von Wasserkunst und Flussgöttern an der Leine (см. Гёттингенская семёрка)
18. Дворцовый мост (Schloßbrücke) у Лейнского дворца
19. Башня Бегинок (Beginenturm) — Am Hohen Ufer
20. Нана, скульптура Ники де Сен-Фалль (Straßenkunst in Hannover, der Flohmarkt)
21. Durchs Marstalltor in die Altstadt
22. Старейший дом Ганновера (Hannovers ältestes Bürgerhaus) — (Burgstraße 12)
23. Церковь Святого Креста (Ганновер) (нем. Kreuzkirche)
24. Иоганн Дуве — Unternehmer und Imagepfleger (Duvekapelle an der Kreuzkirche)
25. Ballhof, Hannovers älteste Sporthalle
26. Исторический музей — Пфердештрассе, 6
27. Ландтаг Нижней Саксонии (Niedersächsischer Landtag)
28. Дом Лейбница (нем. Leibnizhaus), учёного, основателя и первого президента Берлинской Академии наук — Holzmarkt
29. Fachwerk und Kneipen — в центре Старого города
30. Рыночная церковь
31. Старая ратуша
32. Маскарон (Fratzenkopf) на Старой ратуше
33. Крытый рынок (Markthalle) и «Bauch von Hannover»[2]
34. Die City — das Einkaufsparadies
35. площадь Крёпке (Kröpcke)
36. Конечный пункт маршрута: статуя короля Ганновера Эрнста Августа I (Ernst-August-Denkmal) — перед Главным вокзалом

## Голубая нить
«Голубая нить» в Ганновере является продолжением «Красной нити», но в отличие от неё на асфальте нет обозначенной линии маршрута, а количество достопримечательностей — 38.
1. Leibnizufer/Duve- oder Sämannbrunnen
2. Ehem. Staatsregierung / Niedersächsisches Umweltministerium
3. Hauptstaatsarchiv Hannover
4. Denkmal des Generals Graf Carl August von Alten
5. Garbstein für den Freiherrn Georg von Baring
6. Ev.-reformierte Kirche
7. ehem. Weinstube Ahles
8. Atelier und Wohnhaus des Hofmalers Friedrich Kaulbach
9. ehem. Oberzolldirektion, heute Oberfinanzdirektion
10. Polizeidirektion
11. ehem. Preußische Kriegsschule
12. Gottfried Wilhelm Leibniz Bibliothek — Niedersächsische Landesbibliothek
13. Schrader-Denkmal
14. AWD-Arena
15. Waterloosäule
16. Adolfstraße
17. Jüdisches Mahnmal
18. Ehem. Militärbekleidungskommission, heute Gewerkschaftsakademie der DAA
19. Calenberger Esplanade
20. Krankenhaus Friederikenstift
21. ehem. Palais von Dachenhausen
22. Leisewitz-Geburtshaus
23. Ev.-luth. Neustädter Hof- und Stadtkirche St. Johannis
24. Neustädter Markt
25. Neustädter Kirchhof
26. ehem. Fürstenhof, heute Bibliothek des Landeskirchenamtes
27. Gemeindehaus der Neustädter Kirche
28. Duvehof/Rosmarinhof
29. Geburtshaus von Heinrich Daniel Rühmkorff
30. Wohnhaus des Massenmörders Haarmann
31. Gedenkstätte in der Roten Reihe zur Erinnerung an die hier 1938 zerstörte Synagoge
32. Röm.-kath. Propsteikirche St. Clemens
33. Uferweg an der Leine
34. Leinebrücke Königsworther Straße
35. Königsworther Platz
36. ehem. Villa Simon, heute Universität Hannover
37. Skulpturenmeile von Hannover
38. Fußgängerweg zwischen Goethestraße und Friderikenplatz